# Гай Фабий Пиктор (консул 269 пр.н.е.)
Вижте пояснителната страница за други личности с името Гай Фабий Пиктор.
Гай Фабий Пиктор (на латински: Gaius Fabius Pictor) e политик на Римската република през 3 век пр.н.е.
Произлиза от фамилията Фабии. Вероятно е най-възрастният син на художника Гай Фабий Пиктор и брат на Нумерий Фабий Пиктор (консул 266 пр.н.е.).
През 269 пр.н.е. той е избран за консул с Квинт Огулний Гал. Те се борят против бунтуващия се самнитски банден шеф Лолий, накрая покоряват и последно му скривалище в Югоизточна Брутия. В Пиценум избухва бунт, който е потушен от следващите консули. По това време в Рим се въвеждат сребърните монети.